# Косое произведение (динамические системы)
В теории динамических систем, косым произведением над отображением {\displaystyle f:X\to X} называется динамическая система на {\displaystyle X\times Y} вида
{\displaystyle F:(x,y)\mapsto (f(x),g_{x}(y)),}
где {\displaystyle g_{x}:Y\to Y} — непрерывно зависящее от {\displaystyle x\in X} семейство отображений {\displaystyle Y} в себя. В случае, если динамическая система предполагается обратимой или гладкой, отображения {\displaystyle g_{x}} должны быть соответственно гомеоморфизмами или диффеоморфизмами (в последнем случае, гладко зависящими от x). Пространство {\displaystyle X} при этом называется базой, пространство {\displaystyle Y} слоем, а отображение {\displaystyle f} — отображением в базе.
Косые произведения возникают при построении различных примеров (пример Фюрстенберга, пример Кана), при «выпрямлении» центрального слоения в частично-гиперболических системах (при этом зависимость от точки в базе обычно оказывается гёльдеровой), и при исследовании случайных динамических систем — которые моделируются косыми произведениями над соответствующим сдвигом Бернулли.